# The Legend of Zelda
The Legend of Zelda (яп. ゼルダの伝説 Дзэруда но Дэнсэцу) — серия видеоигр в жанре action-adventure, созданная японскими геймдизайнерами Сигэру Миямото и Такаси Тэдзукой. Большинство игр серии было разработано и выпущено компанией Nintendo для своих собственных игровых консолей. Геймплей игр серии сочетает исследование мира, сражения с врагами и решение головоломок. Они также могут содержать элементы, характерные для ролевых игр.
Игры серии объединены общей вселенной, и в них действуют разные воплощения одних и тех же персонажей — это герой Линк, принцесса Зельда и антагонист Ганон. Во многих играх серии Ганон угрожает стране Хайрул и пытается завладеть божественным предметом под названием «Триединство»; Линк должен защитить Хайрул и остановить Ганона. Некоторые игры серии отправляли Линка за пределы Хайрула и сталкивали его с другими антагонистами. Игры серии выстраиваются в упорядоченную, но ветвящуюся хронологию.
Начиная с игры The Legend of Zelda, выпущенной в 1986 году, в серии вышло 20 основных игр и ряд спин-оффов. По мотивам игр серии выходили анимационный телесериал, комиксы и манга. Общие продажи игр серии The Legend of Zelda на март 2023 года составляли 130 миллионов копий; многие игры получали высокие оценки прессы и различные награды, в том числе как «лучшая игра года» (в частности Ocarina of Time считается многими критиками и агрегатором рецензий Metacritic величайшей игрой в истории с 99 баллами из 100 возможных). Различные игр серии становились образцами для подражания для разработчиков других популярных игр.

## Смешение жанров
Игровой процесс в играх серии представляет собой сложную комбинацию элементов аркады, ролевой игры, квеста, головоломки и иногда платформера и автосимулятора. Эту тенденцию задала первая игра серии — The Legend of Zelda. В одном из интервью автор идеи игры Сигэру Миямото вспоминал, что эта игра для него и его команды была «первой, которая заставляла игрока думать, что же ему делать дальше».

## Хайрул, история создания
События большинства игр серии происходят в вымышленном мире Хайрул (англ. Hyrule), иногда также называемом страна Хайрул (англ. The Land of Hyrule). История сотворения Хайрула и события ранних периодов описываются в различных играх серии не напрямую, поскольку являются древней историей мира, но опосредованно, через легенды, устные предания и упоминания в различных источниках. Мир был сотворён тремя богинями: Дин, Фароре и Найру. Согласно легенде, прозвучавшей в The Legend of Zelda: Ocarina of Time, Дин (англ. Din) — богиня Силы — сотворила географию мира, Фароре (англ. Farore) — богиня Храбрости — создала разумные расы, а также флору и фауну, а Найру (англ. Nayru) — богиня Мудрости — разработала законы, по которым мир существует и развивается.
После сотворения богини вознеслись на небеса, оставив три золотых треугольника, в которые они вложили частицу своей божественной силы, достаточной для управления всем миром. Этот артефакт получил название Triforce (Триединство) и часто является объектом, за которым охотятся различные тёмные силы, что даёт обоснование для новых приключений в мире Хайрула. Изначально хранение артефакта было поручено четвёртой богине, которую звали Хайлия (англ. Hylia). Её имя и дало название народу людей, сплотившихся вокруг Хайлии — хайлийцы (англ. Hylian), которые стали именовать своё королевство Хайрул, и уже впоследствии это название распространилось и на мир. Принцессы Хайрула, традиционно носящие имя Зельда, являются потомками Хайлии, а иногда и реинкарнациями.
Кроме хайлийцев, населяющих Хайрул, там обитают и другие расы (герудо, кокири), а также разумные гуманоиды — рыбоподобные зора, птицеподобные рито, звероподобные расы и т. п. Встречаются и негуманоидные разумные существа (гороны, короки).
Хайлийцы имеют длинные заострённые уши, которые, как считается, позволяют им лучше слышать голоса богинь. Обычно в фэнтези такие уши являются атрибутом эльфийских рас, но в «Зельде» есть и представители людей (англ. humans), встречающееся в некоторых играх серии (напр. Twilight Princess и других). Люди отличаются от остроухих хайлийцев более привычной формой ушей. Но и хайлийцев, и людей в текстах игр часто называют просто «человек».

## Хронология
| До событий Ocarina of Time - Skyward Sword - The Minish Cap - Four Swords - Ocarina of Time                                                                 |                                                              |                                                      |
| Герой побежден | Герой побеждает                                              | Герой побеждает                                      |
| Герой побежден | Эра ребёнка                                                  | Эра взрослого                                        |
| - A Link to the Past - Link’s Awakening - Oracle of Seasons & Ages - A Link Between Worlds - Tri Force Heroes - The Legend of Zelda - The Adventure of Link | - Majora’s Mask - Twilight Princess - Four Swords Adventures | - The Wind Waker - Phantom Hourglass - Spirit Tracks |
| Эпоха бедствий - Breath of the Wild - Tears of the Kingdom                                                                                                  |                                                              |                                                      |

В 2011 году вышла книга Hyrule Historia созданная Эйдзи Аонума, содержащая официальную хронологию событий всей игры вселенной The Legend of Zelda.
Разные игры серии описывают в основном разные эпохи, и соответственно Линки и Зельды в разных играх — разные люди, жившие в разное время (в отличие от Гэнона и Ваати). На одну эпоху приходится в основном по две игры. Так, Линк в играх Ocarina of Time и Majora’s Mask один и тот же. В Oracle of Ages и Oracle of Seasons — тоже. В играх Twilight Princess и The Wind Waker описывается древний «Герой Времени» (Hero of Time), являющийся Линком из игры Ocarina of Time (и история о нём та же), и Линки из этих игр на него очень похожи (но Линк в The Wind Waker, как сказано в игре, не имеет прямого отношения к тому Герою Времени). История древности, рассказываемая по ходу игры A Link to the Past, в которой раскрывается происхождение Ганона, тоже напоминает сюжет Ocarina of Time (с некоторыми мелкими отличиями). Игра The Minish Cap, судя по её концовке (с победой Линка над Ваати, принявшим под конец свой привычный облик), является предысторией к игре Four Swords, согласно которой заточение Ваати было давно.
В целом, история мира имеет несколько параллельных временных линий, с точкой ответвления во время событий игры Ocarina of Time — одно ответвление вызвано перемещением Линка назад по времени, другое — объясняется разными исходами финальной битвы. События до точки ответвления происходят в играх Skyward Sword, The Minish Cap и Four Swords. После событий Ocarina of Time ход истории разветвляется по трём направлениям. В первой ветке (Линк потерпел поражение, и Ганон обрёл демоническую форму) происходят события игр A Link to the Past, Link’s Awakening, Oracle of Seasons, Oracle of Ages, A Link Between Worlds, Tri-Force Heroes, The Legend of Zelda и Zelda II: The Adventure of Link. Ко второй ветке (Линк побеждает, Гэнон остаётся в человеческой форме) относятся The Wind Waker, Phantom Hourglass и Spirit Tracks. Третья ветка (победивший Линк возвращается назад по времени и предупреждает Зельду об опасности, в итоге ход событий с этого момента изменяется) включает Majora’s Mask, Twilight Princess и Four Swords Adventures.

## Протагонист

Линк во вступлении к игре Link’s Awakening (версия для GBC).

Несмотря на вынесенное в название серии имя принцессы Зельды, главным героем игр является не она, а юноша по имени Линк (англ. Link).
Одной из особенностей серии является то, что почти в каждой игре Линк — это совершенно новый персонаж, не имеющий с главным героем других игр ничего общего (за исключением имени). По словам Эйдзи Аонумы (продюсера Majora’s Mask и директора Twilight Princess), идея заключается в том, что независимо от деталей, когда королевству Хайрул угрожает серьёзная опасность, находится герой, способный спасти мир от уничтожения. И героя этого всегда зовут Линк.
Неизменной остаётся только раса Линка — он всегда хайлиец, как и Зельда.

## Игры серии
Ниже приводятся игры серии в порядке их выхода на игровой рынок:
| Год                             | Название                                    | Платформы                                                 |
| Основная серия                  | Основная серия                              | Основная серия                                            |
| ------------------------------- | ------------------------------------------- | --------------------------------------------------------- |
| 1986                            | The Legend of Zelda                         | Nintendo Entertainment System, GameCube, Game Boy Advance |
| 1987                            | Zelda II: The Adventure of Link             | Nintendo Entertainment System, GameCube, Game Boy Advance |
| 1991                            | The Legend of Zelda: A Link to the Past     | Super Nintendo Entertainment System, Game Boy Advance     |
| 1993                            | The Legend of Zelda: Link's Awakening       | Game Boy, Game Boy Color                                  |
| 1998                            | The Legend of Zelda: Ocarina of Time        | Nintendo 64, GameCube                                     |
| 2000                            | The Legend of Zelda: Majora's Mask          | Nintendo 64, GameCube                                     |
| 2001                            | Oracle of Seasons и Oracle of Ages          | Game Boy Color                                            |
| 2002                            | The Legend of Zelda: Four Swords            | Game Boy Advance                                          |
| 2002                            | The Legend of Zelda: The Wind Waker         | GameCube                                                  |
| 2004                            | The Legend of Zelda: Four Swords Adventures | GameCube                                                  |
| 2004                            | The Legend of Zelda: The Minish Cap         | Game Boy Advance                                          |
| 2006                            | The Legend of Zelda: Twilight Princess      | GameCube, Wii                                             |
| 2007                            | The Legend of Zelda: Phantom Hourglass      | Nintendo DS                                               |
| 2009                            | The Legend of Zelda: Spirit Tracks          | Nintendo DS                                               |
| 2011                            | The Legend of Zelda: Skyward Sword          | Wii                                                       |
| 2013                            | The Legend of Zelda: A Link Between Worlds  | Nintendo 3DS                                              |
| 2015                            | The Legend of Zelda: Tri Force Heroes       | Nintendo 3DS                                              |
| 2017                            | The Legend of Zelda: Breath of the Wild     | Wii U, Nintendo Switch, Nintendo Switch 2                 |
| 2023                            | The Legend of Zelda: Tears of the Kingdom   | Nintendo Switch, Nintendo Switch 2                        |
| 2024                            | The Legend of Zelda: Echoes of Wisdom       | Nintendo Switch                                           |
| Спин-оффы и неканонические игры |                                             |                                                           |
| 1989                            | Zelda                                       | Game & Watch, Nintendo Mini Classics                      |
| 1989                            | The Legend of Zelda                         | Nelsonic Game Watch                                       |
| 1992                            | Zelda no Densetsu: Kamigami no Triforce     | Barcode Battler II                                        |
| 1993                            | Link: The Faces of Evil                     | CD-i                                                      |
| 1993                            | Zelda: The Wand of Gamelon                  | CD-i                                                      |
| 1995                            | Zelda’s Adventure                           | CD-i                                                      |
| 1995                            | BS Zelda no Densetsu                        | Super Nintendo (Satellaview)                              |
| 1997                            | BS Zelda no Densetsu: Inishie no Sekiban    | Super Nintendo (Satellaview)                              |
| 2006                            | Freshly-Picked Tingle’s Rosy Rupeeland      | Nintendo DS                                               |
| 2007                            | Link's Crossbow Training                    | Wii                                                       |
| 2009                            | Irozuki Tincle no Koi no Balloon Trip       | Nintendo DS                                               |
| 2014                            | Hyrule Warriors                             | Wii U, Nintendo Switch (Definitive Edition)               |
| 2016                            | Hyrule Warriors Legends                     | Nintendo 3DS                                              |
| 2019                            | Cadence of Hyrule                           | Nintendo Switch                                           |
| 2020                            | Hyrule Warriors: Age of Calamity            | Nintendo Switch                                           |
| Переиздания (Ремейки)           |                                             |                                                           |
| 2011                            | Ocarina of Time 3D                          | Nintendo 3DS                                              |
| 2013                            | The Wind Waker HD                           | Wii U                                                     |
| 2015                            | Majora’s Mask 3D                            | Nintendo 3DS                                              |
| 2016                            | Twilight Princess HD                        | Wii U                                                     |
| 2019                            | Link’s Awakening (ремейк)                   | Nintendo Switch                                           |
| 2021                            | Skyward Sword HD                            | Nintendo Switch                                           |

## Влияние
В разные годы различные деятели индустрии компьютерных игр указывали на The Legend of Zelda — всю серию целиком или отдельные игры — как на образец для подражания и источник вдохновения для их собственных проектов. Руководитель Rockstar Games и один из создателей серии Grand Theft Auto Сэм Хаузер в 2012 году заявлял, что любой разработчик трёхмерных игр непременно черпает что-то из серий Mario и The Legend of Zelda, если не современных, то старых с Nintendo 64. Его брат и соратник Дэн Хаузер прямо описывал Grand Theft Auto III как «Zelda встречает „Славных парней“». Хидэки Камия называл себя фанатом серии Zelda и утверждал, что создал игру Okami «из-за Zelda». Эми Хенниг указывала на игры серии The Legend of Zelda как источники вдохновения для серии Legacy of Kain. Ричард Лемаршан, работавший вместе с Хенниг над Legacy of Kain: Soul Reaver, также показывал на The Legend of Zelda: A Link to the Past как на образец успешного сочетания геймплея и повествования, источник идей и вдохновения для него самого. Игра Криса Робертса Times of Lore (1988) была вдохновлена The Legend of Zelda. Джо Мадурейра, руководивший созданием игры Darksiders, прямо описывал её концепцию как «давайте сделаем взрослую [The Legend of] Zelda». Эта игра воспроизводит основные концепции The Legend of Zelda — исследование мира, решение головоломок, необходимость осваивать разные инструменты, чтобы продвинуться дальше по игре. По словам Клиффа Блезински, серия The Legend of Zelda была одним из источников вдохновения для Gears of War. Хотя эта игра принадлежит к совсем другому жанру шутеров от третьего лица, она заимствовала у The Legend of Zelda геймплейный цикл — игрок получает новое оружие, осваивает его и использует, чтобы «покорить» новую область игры. Кроме этого, Блезински пытался передать в Gears of War то же самое ощущение «тайны» и «чуда», которое игрок испытывает при исследовании мира в The Legend of Zelda.
Американский актёр Робин Уильямс был большим поклонником игр The Legend of Zelda и назвал свою дочь Зельдой в честь главной героини этой игровой серии.
Звуко- и видеорежиссёр из Бостона Джо Плейман (Joe Pleiman) написал песню «Zelda», которую исполнила группа The Rabbit Joint, включив её в альбом 1998 года с таким же названием. Благодаря характерной манере, исполнение песни часто по ошибке приписывают известной американской группе System of a Down.

## Экранизация
В ноябре 2023 года компания Nintendo заявила о начале работы над фильмом «Легенда о Зельде» совместно с компанией Sony Pictures, которая будет софинансировать и займётся кинопрокатом фильма по всему миру. Уэс Болл был назначен режиссёром фильма, а Сигеру Миямото и Ави Арад будут продюсировать его вместе с Боллом и его партнером по производству Джо Хартвиком-мл. через компанию Oddball Entertainment По словам режиссёра, он надеется, что фильм будет сделан «в духе Хаяо Миядзаки». Сценарий напишет Дерек Коннолли. Хотя кастинг не был объявлен, Патриция Саммерсетт, которая ранее озвучивала принцессу Зельду, заявила, что хотела бы повторить свою роль. Хантер Шафер также выразила заинтересованность в том, чтобы сыграть Зельду.